# Boris Blomgren
Boris Wilhelm Blomgren, född 21 februari 1922 i Stockholm, död 5 februari 1985, var en svensk väg- och vattenbyggnadsingenjör.  
Blomgren, som var son till tandläkare Bror Blomgren och Willy Lagerborg, utexaminerades från Kungliga Tekniska högskolan 1946 och studerade vid Handelshögskolan i Stockholm 1947. Han var teknisk assistent vid statens kommitté för byggnadsforskning 1946, sekreterare där 1948–1951, verkställande direktör för AB Malmö samverkande byggmästare 1951–1954, byggnadschef vid HSB:s riksförbund 1954–1959, vice verkställande direktör i JM Byggnads & Fastighets AB 1959, verkställande direktör där 1966 och styrelseordförande från 1979. Han var styrelseledamot i AB Bahco 1971–1981, ordförande i Svenska byggnadsentreprenörföreningen 1977–1983 (hedersledamot 1983), styrelseledamot i Byggförbundet 1973–1982, ledamot av byggbranschrådet 1973–1982, ordförande i Bygghälsan 1974–1979, styrelseledamot i Stålbyggnadsinstitutet 1974–1981, i Stockholms handelskammare 1976–1983, Sveriges Industriförbund 1977–1983 och fullmäktig i Svenska Arbetsgivareföreningen från 1977. Han invaldes som ledamot av Kungliga Ingenjörsvetenskapsakademien 1969, ledamot Murmästareämbetet 1971 och blev teknologie hedersdoktor i Stockholm 1983.